# Следотърсача
Следотърсача (на английски: The Pathfinder) е исторически роман на американския писател Джеймс Фенимор Купър, издаден през 1840 г. Това е третата книга от пенталогията Коженият чорап.

## Сюжет
Внимание:  Текстът по-долу разкрива сюжета на произведението (или части от него)!
Действието на романа се развива в Северна Америка през 1759 г. по време на Френската и индианска война. Капитан Чарлз Кеп помага на младата си племенница Мейбъл да се добере от Ню Йорк до бреговете на езерото Онтарио, където служи баща и – сержант Дънъм. В последните няколко мили от пътуването им помагат белият следотърсач Нати Бъмпо, неговият приятел Чингачгук – индианец от племето на мохиканите, и младият лодкар Джаспър Уестърн. Книгата проследява войната с хуроните при бреговете на Големите езера, предателството на един от верните войници, гибелта на няколко от героите и любовния триъгълник с участието на Мейбъл Дънъм.

## Издания на български език
- „Водачъ въ пустинята (Следотърсачъ)“, София, изд. „Ст. Атанасовъ“, 272 с.
- „Следотърсача“, София, изд. „Народна култура“, библиотека „Четиво за юноши“, 1968 г., 504 с.
- „Следотърсача“, София, изд. „Отечество“, 1987 г., 384 с.

## Филмови екранизации
- The Pathfinder (1952), американски филм, с участието на George Montgomery, Helena Carter и Jay Silverheels.
- Hawkeye, the Pathfinder (1973), американски телевизионен сериен филм в 5 епизода от по 50 мин., с участието на Windsor Davies, William Ellis и Jan Francis.
- Следопыт (1987), филм на СССР, с участието на Андрейс Жагарс, Анастасия Немоляева, Емануил Виторган
- The Pathfinder (1996), американски телевизионен филм, с участието на Kevin Dillon, Graham Greene и Laurie Holden.